# Zug des Lebens
Zug des Lebens (Originaltitel: Train de vie) ist eine israelisch-französisch-belgisch-niederländisch-rumänische Film-Produktion in Form einer Tragikomödie von Radu Mihăileanu aus dem Jahr 1998.

## Handlung
Im Jahr 1941 erfahren die Einwohner eines osteuropäischen Schtetls von den Deportationen der Juden in Konzentrationslager. Der „Rat der Weisen“ tagt, kann sich jedoch zu keiner Lösung durchringen, bis dem Dorftrottel Schlomo die aberwitzige, aber rettende Idee kommt: ein falscher Deportationszug. Der Rat der Weisen benennt diejenigen, die als deutsche Wehrmachtssoldaten verkleidet die anderen Dorfbewohner mit der Eisenbahn zu „deportieren“ haben, doch soll der Zug nach Osten fahren, um über die Sowjetunion die Flucht nach Palästina zu ermöglichen. Alte Waggons und eine nahezu schrottreife Dampflokomotive werden angekauft und generalüberholt, der Holzhändler Mordechai Schwarz zum Major ernannt, Uniformen werden geschneidert, der Cousin des Rabbis reist aus der Schweiz an, um den vorgeblichen Deutschen ein vorbildliches Deutsch beizubringen, Papiere und Ausweise werden gefälscht und ein Archivar der Eisenbahngesellschaft als Lokomotivführer engagiert. Da das Schtetl etwas außerhalb der eigentlichen Gemeinde liegt, bleiben die Vorbereitungen zunächst unbemerkt. Als einige Kinder von der Zugfahrt plaudern, erscheint der beunruhigte Bürgermeister, kann jedoch durch den Rabbi beschwichtigt werden. Die Zeit drängt nun, noch in derselben Nacht beginnt die Reise ins Ungewisse.
Erst während der Fahrt fällt dem Lokomotivführer auf, dass sie als nicht im Fahrplan stehender Zug spätestens bei der Durchfahrt von Bahnhöfen als „Geisterzug“ auffallen müssen. Er stoppt den Zug – eben noch rechtzeitig vor einer von Partisanen vorbereiteten Sprengstoffladung. Während des Halts geraten die Emotionen in Wallung: Yossi, der Pflegesohn des Rabbis, hat sich durch die Bekanntschaft mit dem kommunistischen Papierfälscher zum begeisterten Kommunisten entwickelt und mehrere Anhänger um sich geschart, die nun die besseren Waggons von den „Nazis“ fordern. Zur selben Zeit wird bereits der Bürgermeister des Dorfes von einem SS-Hauptsturmführer verhört. Derselbe lässt auch den Zug auf freier Strecke halten und befragt misstrauisch Mordechai, warum der Zug nicht angemeldet sei. Mordechai hat den rettenden Geistesblitz: die Deportierten seien als „kommunistische Juden“ besonders gefährlich und strenge Geheimhaltung notwendig. Der Zug darf weiterfahren.
Das verlassene Schtetl aber wird von der SS eingeäschert, die Synagoge mit ihren alten Büchern, die Wohnhäuser, die zurückgelassenen Habseligkeiten gehen in Flammen auf. Auch die kleine Gruppe von Widerstandskämpfern, die den Deportationszug für echt hält, versucht immer wieder vergeblich einen Abschnitt der Strecke zu sprengen, um die Durchfahrt zu verhindern. Nach zahlreichen gescheiterten Versuchen beobachten sie die Juden in deutschen Uniformen beim Gebet mit den „Deportierten“ und geben nun völlig verwirrt auf.
Yossi überredet seine kommunistischen Gefolgsleute zur Flucht nach Moskau, zu Fuß allerdings, doch werden fast alle Flüchtigen von den loyalen „Soldaten“ wieder eingefangen und zum Zug geleitet – nur der Schneider wird von echten Deutschen (die er aufgrund seiner starken Kurzsichtigkeit für seine verkleideten Freunde hält) gefangen genommen. Wieder hat Schlomo die rettende Idee: Mordechai wird als Feldmarschall uniformiert und verdächtigt den Standortoffizier des Versteckens von Juden. Eilig gibt dieser den Schneider frei. Mordechai, nun übermütig geworden, fordert Proviant für seinen Zug, dieser muss sogar koscher zubereitet werden. Zunächst schöpft niemand Verdacht, doch bald erhält der gemaßregelte Oberstleutnant die Information, dass es sich bei den Passagieren des Zuges um die geflohenen Juden handeln muss.
Ein kleines Stück vor der russischen Grenze wird der Zug abermals von deutschen Soldaten angehalten. Nach kurzem Schock stellt sich heraus, dass es „Zigeuner“ sind, die den gleichen Einfall wie die Juden hatten. Sie freunden sich an und fahren nun gemeinsam weiter. Als sie der Karte nach die russische Grenze erreichen und nicht finden, schlagen direkt neben dem Zug Granaten ein, die von beiden Seiten abgeschossen werden, mithin ist also die Front zwischen deutschen und russischen Truppen erreicht. Die Flucht scheint also gelungen. In der letzten Szene berichtet Schlomo, dass den Juden und Roma die weitere Reise nach Palästina und sogar nach Amerika gelungen sei. Doch in der allerletzten Kameraeinstellung sieht man nicht nur sein Gesicht, sondern auch seine KZ-Häftlingskleidung. „Das ist die wahre Geschichte meines Schtetls – a no: fast die wahre.“

## Hintergrund
Der Regisseur Radu Mihăileanu hatte Roberto Benigni das Drehbuch zu Zug des Lebens geschickt, um ihn als Schauspieler zu gewinnen. Er lehnte aber ab und widmete sich seinem eigenen Projekt Das Leben ist schön (La vita è bella, 1997). Mihaileanu lässt sich nicht auf die Frage ein, ob Benignis Film ein Plagiat seines Projekts sei. Er sagt lediglich, die zwei Regisseure hätten zwei sehr unterschiedliche Filme produziert.

## Auszeichnungen
Der Film erhielt 1998 den Publikumspreis auf dem Cottbuser Festival des osteuropäischen Film und 1999 den Publikumspreis beim Sundance Film Festival, außerdem wurde er 1998 mit dem Preis für das beste Debüt bei den Filmfestspielen Venedig 1998 und 2000 als bester ausländischer Film bei den Las Vegas Film Critics Society Awards ausgezeichnet.

## Rezensionen, Kommentare
„Eine bittere Komödie vor dem Hintergrund der Shoah, die das Tragische im Komischen spürbar werden lässt und dem typisch jiddischen Humor ein Denkmal setzt. Zwar hätten manche Charaktere der Vertiefung bedurft, insgesamt aber ist der (hervorragend gespielte) Film eine überdenkenswerte Auseinandersetzung mit dem Thema Holocaust, der trotz aller erzählerischen Leichtigkeit das Leben als Albtraum schildert.“

„Autorenfilmer Radu Mihaileanu ist mit ‚Zug des Lebens‘ das Kunststück gelungen, die schreckliche Thematik der Judenvernichtung in einem intelligenten, sensiblen und dabei oft brüllend komischen ‚Rail-Movie‘ zu verarbeiten. Den Vergleich mit Roberto Benignis Film ‚Das Leben ist schön‘ braucht der ‚Zug des Lebens‘ nicht zu scheuen.“

„Ein Journalist hat mich gefragt: ‚Überlebt Schlomo den Krieg, der ja im Film noch nicht zu Ende ist?‘ Am Anfang hat er mich mit seiner Frage überrascht, doch dann habe ich die Antwort gefunden. Ich habe ihm gesagt: ‚Das hängt nicht von mir ab, das hängt von Ihnen und vom Publikum ab. Wenn Sie Schlomo vergessen, stirbt er, wenn sie ihn nie vergessen, wird er nie sterben.‘“